# Surinam na Letnich Igrzyskach Olimpijskich Młodzieży 2010
Surinam na Letnich Igrzyskach Olimpijskich Młodzieży w Singapurze w 2010 reprezentowało 5 sportowców w 4 dyscyplinach.

## Skład kadry

### Lekkoatletyka
| Zawodniczka          | Dyscyplina             | Kwalifikacja | Kwalifikacja | Finał | Finał   |
| Zawodniczka          | Dyscyplina             | Wynik        | Miejsce      | Wynik | Miejsce |
| -------------------- | ---------------------- | ------------ | ------------ | ----- | ------- |
| Ramona Van Der Vloot | bieg na 100m dziewcząt | 12.14        | 9 qB         | 12.15 | 10      |

### Badminton
- Irfan Djabar – 4 miejsce w fazie grupowej

### Pływanie
- Chinyere Pigot
  - 50m st. dowolnym dziewcząt – 13 miejsce (26.69)
  - 100m st. dowolnym dziewcząt – 19 miejsce (58.66)
- Karlene van der Jagt
  - 400m st. dowolnym dziewcząt – 26 miejsce (4:45.03)
  - 200m st. motylkowym dziewcząt – 23 miejsce (2:37.17)

### Taekwondo
- Tosh van Dijk – poniżej 73 kg chłopców (5 miejsce)